# Lamellilatirus
Lamellilatirus is een geslacht van weekdieren uit de klasse van de Gastropoda (slakken).

## Soorten
- Lamellilatirus ceramidus (Dall, 1889)
- Lamellilatirus dominiquei Lyons & Snyder, 2013
- Lamellilatirus eburneus Lyons & Snyder, 2013
- Lamellilatirus lamyi Lyons & Snyder, 2013
- Lamellilatirus sunderlandorum Lyons & Snyder, 2013